# Alexander García Düttmann

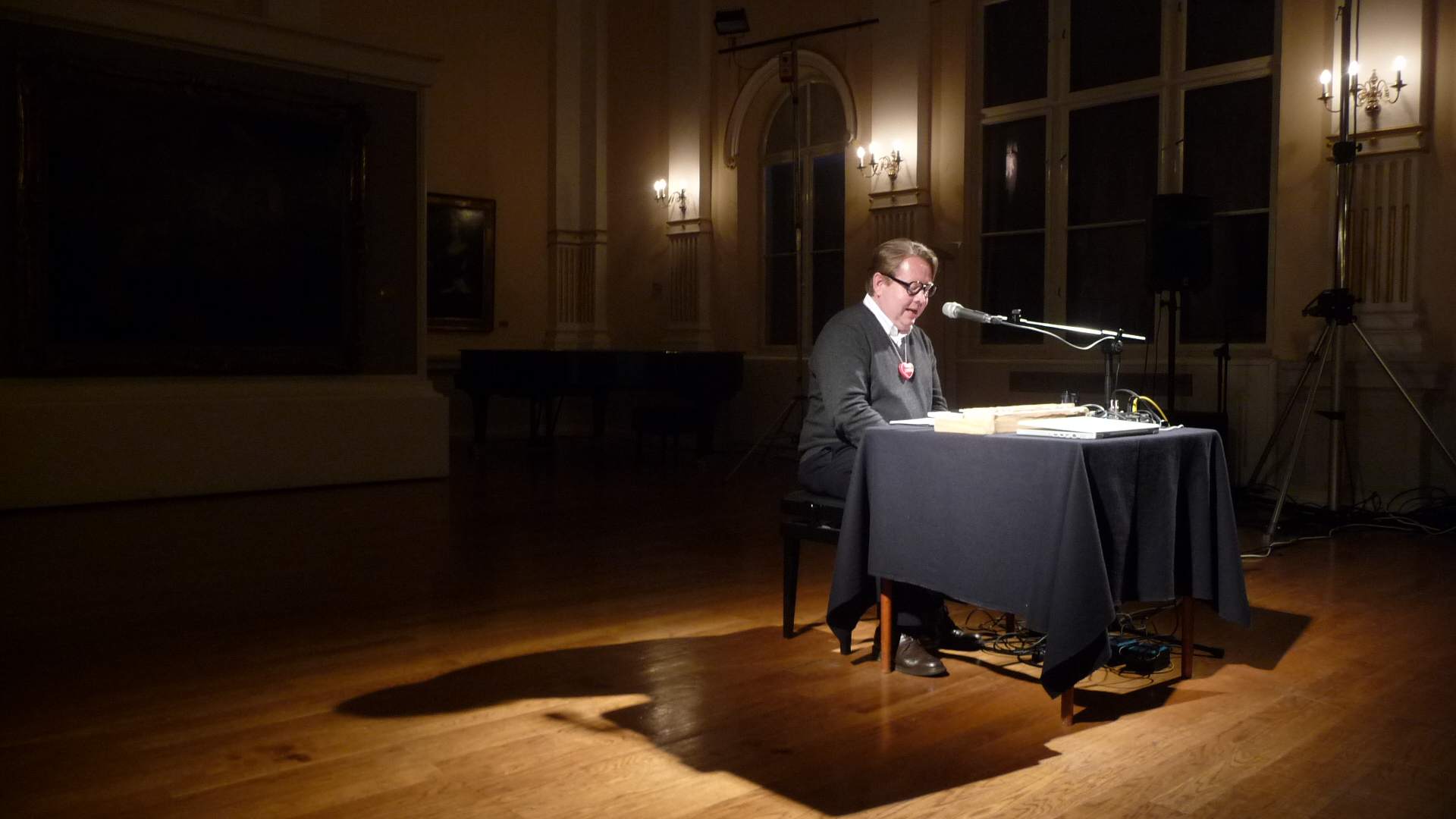
Alexander García Düttmann

Alexander García Düttmann (* 1961 in Barcelona) ist ein deutscher Philosoph und Professor für Philosophische Ästhetik, Kunstphilosophie, Kulturtheorie und Kunsttheorie an der Universität der Künste in Berlin. Er studierte in Frankfurt am Main und Paris und lebte von 1993 bis 2013 in London. Dort war er zuletzt Professor für Philosophie und Visual Culture am Goldsmiths College London. Er lehrte auch an der Stanford University, University of Essex, Monash University, New York University, Middlesex University und am Royal College of Art.

## Werk
Düttmann untersucht in seinen Arbeiten das Verhältnis von Sprache und Geschichte bei Denkern wie Theodor W. Adorno, Walter Benjamin und Martin Heidegger. In der Nachfolge einerseits der Kritischen Theorie Adornos und andererseits der Dekonstruktion von Jacques Derrida (den er vom Französischen ins Deutsche übersetzt hat) gehören Fragen der politischen Dekonstruktion – besonders im Kontext der Identitätspolitik (AIDS-Aktivismus, Anerkennung, Multikulturalismus) – zu seinen Forschungsschwerpunkten.
In expliziter Abgrenzung zu Hegel stellt er die Frage nach dem Ende der Kunst anders und in Bezug auf jedes einzelne Kunstwerk immer wieder neu: entweder als mögliche Vollendung der Kunst – im Sinne eines erfolgreichen Abschlusses – oder als ihr möglicher Niedergang, im Sinne eines definitiven Scheiterns. In Verwisch die Spuren beklagt er die heutige Fetischisierung von Kunst und ihre Verdinglichung zur Kultur, mithin also eine qualitative Ausdünnung zugunsten einer enormen quantitativen Präsenz.
Mit einem Libretto beteiligte er sich 2004 an der Oper Liebeslied/My Suicides des Komponisten Paul Clark.
In seinem Buch über Luchino Visconti untersucht er die Filme im Licht der Auffassung Adornos, dass es nie das Reale ist, sondern das Mögliche, das den Weg zu einer Utopie blockiert. Das Buch sei schlecht motiviert, urteilt allerdings der Kritiker der Frankfurter Allgemeinen Zeitung, Bert Rebhandl: „Das eigentliche Manko dieses Buchs ist, dass nie deutlich wird, warum García Düttmann über Visconti schreibt.“

## Veröffentlichungen
- 1989: La parole donnée, Paris: Galilée
- 1991: Das Gedächtnis des Denkens. Versuch über Heidegger und Adorno, Frankfurt a. M.: Suhrkamp
- 1993: Uneins mit Aids, Frankfurt a. M.: Suhrkamp
- 1997: Zwischen den Kulturen, Frankfurt a. M.: Suhrkamp (Neuauflage 2002)
- 1999: Freunde und Feinde, Wien: Turia&Kant
- 2000: Kunstende. Drei ästhetische Studien, Frankfurt a. M.: Suhrkamp
- 2004: Philosophie der Übertreibung, Frankfurt a. M.: Suhrkamp
- 2004: So ist es. Ein philosophischer Kommentar zu Adornos ’Minima Moralia’, Frankfurt a. M.: Suhrkamp
- 2005: Verwisch die Spuren, Zürich/Berlin: diaphanes
- 2006: Visconti: Einsichten in Fleisch und Blut. Einsichten in Fleisch und Blut, Berlin: Kadmos
- 2008: Derrida und ich. Das Problem der Dekonstruktion, Bielefeld: transcript
- 2011: Teilnahme. Bewußtsein des Scheins, Paderborn: Konstanz Univ. Press
- 2012: Naive Kunst. Ein Versuch über das Glück, Berlin: August-Verlag.
- 2015: Was weiß Kunst?: Für eine Ästhetik des Widerstands, Konstanz: Konstanz Univ. Press.
- 2016: Gegen die Selbsterhaltung: Ernst und Unernst des Denkens, Berlin: August Verlag.
- 2017: Was ist Gegenwartskunst?, Konstanz: Konstanz Univ. Press.
- 2021: Die Hoffnungslosen, Berlin: August-Verlag
- 2023: Herausgeber mit Marcus Quent: Die Apokalypse enttäuscht, Zürich: Diaphanes, ISBN 978-3-0358-0619-9